# Igor Chmyz
Igor Chmyz (União da Vitória, 3 de novembro de 1937) é um arqueólogo brasileiro, professor aposentado da Universidade Federal do Paraná.

## Vida
Igor Chmyz passou a infância em União da Vitória, localidade que reúne vários sítios arqueológicos no Paraná.
Logo após graduar-se em História e Geografia pela Universidade Federal do Paraná, em 1963, assumiu a disciplina de Arqueologia Pré-Histórica, tornando-se posteriormente docente do Departamento de Antropologia desta instituição.
Realizou diferentes cursos de aperfeiçoamento, tendo sido aluno de Annette Laming-Emperaire, Clifford Evans, Betty J. Meggers e João José Bigarella. Concluiu seu doutorado na área de Antropologia e Arqueologia na Universidade de São Paulo em 1972, sob orientação de João Batista Borges Pereira.
Pioneiro no desenvolvimento da Arqueologia no Paraná, aposentou-se compulsoriamente aos 70 anos de idade, em 2007, mantendo-se como docente colaborador do Programa de Pós-graduação em Antropologia e Arqueologia da instituição.
É membro consultor do Conselho Estadual do Patrimônio Histórico e Artístico do Paraná (CEPHA) na gestão 2019-2021.

## Realizações
Segundo Tania Andrade Lima, Chmyz é um dos pioneiros da arqueologia histórica brasileira, e ao receber a Medalha Mário de Andrade do IPHAN foi louvado como "um dos pioneiros da arqueologia no Paraná", tendo desenvolvido "extensa carreira em arqueologia brasileira, arqueologia paranaense, arqueologia pré-histórica e histórica". Foi chamado de pioneiro nos estudos sobre a cerâmica tupi-guarani pelo arqueólogo Pedro Ignácio Schmitz, em palestra de abertura do XIII Congresso da Sociedade de Arqueologia Brasileira. Foi objeto de uma matéria da TV Educativa do Paraná, na série "Memória Viva", sendo apresentado como "referência nas pesquisas de campo e autor de algumas das descobertas mais importantes" do Paraná.
Por anos liderou os trabalhos no Centro de Estudos e Pesquisas Arqueológicas (Cepa), criado pela Universidade Federal do Paraná em 1956 por José Loureiro Fernandes, objetivando incentivar as pesquisas arqueológicas no Brasil, especificamente no Paraná, através de escavações de sítios arqueológicos. Através do Cepa, realizou trabalhos em todo o Paraná, notadamente nos vales dos rios Iguaçu, Piquiri, Ivaí, Paraná, Tibagi, Itararé, Paranapanema e Ribeira. Em outros Estados, destacam-se pesquisas desenvolvidas no Amapá, Pará, Minas Gerais, Maranhão, Mato Grosso do Sul, São Paulo, Santa Catarina e Rio Grande do Sul.
Destaca-se pelo trabalho de arqueologia de salvamento. Em 1975, participou do Projeto Arqueológico Itaipu para o salvamento nos espaços brasileiros do Paraná e Mato Grosso que seriam afetados pelo grande empreendimento da Usina Hidrelétrica de Itaipu. Nos anos 1980 também participou de projetos de salvamento de Foz do Areia e Itaipu, além do desenvolvimento do Projeto Arqueológico Rosane – Taqueruçu – Fase I para a Companhia Energética de São Paulo (CESP), localizado no médio Rio Paranapanema e o Projeto Passaúna, no alto Rio Iguaçu.
Na década de 1990 e 2000 participou de projetos de salvamento realizados na capital paranaense e na Região Metropolitana de Curitiba, no Contorno Rodoviário Leste, nos locais onde estão instaladas as montadoras de automóveis da Renault, da Audi-Vokswagen, Clrysler, o loteamento Alphaville Graciosa e o Contorno Rodoviário Norte.

## Prêmios
O trabalho pioneiro no campo da Arqueologia foi reconhecido por diferentes instituições, dentre as quais se destaca:
2017 - Medalha Mario de Andrade em reconhecimento a sua notória contribuição à valorização e preservação do nosso rico patrimônio cultural. Iphan 80 anos.
2008 - Placa de Reconhecimento do Setor de Ciências Humanas, Letras e Artes, UFPR.
2007 - Placa de Reconhecimento por 45 anos de dedicação a docência e a pesquisa em arqueologia na UFPR, Departamento de Antropologia - UFPR.
2006 - Homenagem por sua importante contribuição aos 50 anos da Antropologia Brasileira, Associação Brasileira de Antropologia.
2003 - Diploma Comemorativo ao Sesquicentenários do Paraná e de sua Capital Curitiba, Capital Americana da Cultura, Círculo de Estudos Bandeirantes/PUCPR.
1993 - Voto de Louvor pelo trabalho de reconstrução do passado do Paraná (Req. Nº 2761/93), Câmara Municipal de Curitiba.
1986 - Moção de apreço pelos trabalhos de salvamento arqueológico nas áreas brasileiras da UHE Itaipu entre 1975 e 1982 ( Req. Nº 4.331/84 de 30/10/1984), Câmara Municipal de Curitiba.
1986 - I Prêmio Paranaense de Ciência e Tecnologia. Área: Ciências Sociais e Humanas, Conselho Estadual de Ciência e Tecnologia - Secretaria do Planejamento do Estado do Paraná.
1986 - Ato de Reconhecimento ao trabalho pioneiro de salvamento arqueológico do rio Passaúna, Câmara Municipal de Curitiba.
1970 - Certifica y expresa sus agradecimientos - I Jornadas Históricas del Guairá, Centenário de la Fundación de Villarrica del Espíritu Santo, Villa Rica del Espiritu Santo - Instituto de Numismática Y Antiguidades.